# Mick Jackson
Mick Jackson (n. 4 octombrie 1943, Grays, Anglia, Regatul Unit) este un regizor englez. A câștigat Premiul Emmy pentru cea mai bună regie cu filmul Temple Grandin.

## Filmografe

### Film
- Chattahoochee (1989)
- L.A. Story (1991)
- The Bodyguard (1992)
- Clean Slate (1994)
- Volcano (1997)
- The First $20 Million Is Always the Hardest (2002)
- Denial (2016)

### Televiziune
- The Ascent of Man (1973)
- Connections (1978)
- Threads (1984)[5]
- Yuri Nosenko: Double Agent (1986)
- Life Story (1987)
- A Very British Coup (1988)
- Indictment: The McMartin Trial (1995)
- Tuesdays with Morrie (1999)
- Live from Baghdad, (2002)
- Covert One: The Hades Factor (2006)
- Temple Grandin (2010)[6]